# سيباستيان سيلكى
سيباستيان سيلكى (بالألمانية: Sebastian Selke)‏ هو مدرب كرة قدم ولاعب كرة قدم ألماني في مركز حراسة المرمى، ولد في 22 فبراير 1974 في هيلدن في ألمانيا. لعب مع شفارز فيس إسين ونادي أوردينغن 05 ونادي كولن.

## وصلات خارجية
- سيباستيان سيلكى على موقع قاعدة بيانات كرة القدم.إي يو (الإنجليزية)
- سيباستيان سيلكى على موقع بيانات كرة القدم. دي إي (الألمانية)
- سيباستيان سيلكى على موقع عالم كرة القدم.نت (الإنجليزية)